# اوزان توفان
اوزان توفان (انگلیسی: Ozan Tufan؛ زادهٔ ۲۳ مارس ۱۹۹۵) یک بازیکن فوتبال اهل ترکیه است.
از باشگاه‌هایی که در آن بازی کرده‌است می‌توان به فنرباغچه و بورسااسپور اشاره کرد.
وی همچنین در تیم ملی فوتبال ترکیه بازی کرده است.